# Суперкупа на България 2017
Суперкупата на България през 2017 г. е петнадесетият мач за Суперкупата на България. Срещата се играе между шампиона на България Лудогорец Разград и носителя на Купата на България Ботев Пловдив, който е победил на финала Лудогорец. Ботев дублира успеха си и в директния двубой за Суперкупата, като побеждава с 5:4 след изпълнение на дузпи.

## На заден план
Това е петото участие на Лудогорец за суперкупата (щеше да е шесто, ако двубоят през 2016 г. се беше състоял). За Ботев Пловдив, това е второ участие след като през 2014 г. губи именно от Лудогорец с 1:3.

## Детайли
| 9 август 2017 20:00 |

| Лудогорец Разград | 1–1 | Ботев Пловдив |
| ----------------- | --- | ------------- |
| Вандерсон 47'     |     | Неделев 16'   |

| Лазур, Бургас Съдия: Станислав Тодоров |

|                                          | Дузпи |                                    |
| Марселиньо Вандерсон Натанаел Анисе Моци | 4—5   | Балтанов Виана Генев Брисола Димов |

ПРАВИЛА
- 90 минути.
- Дузпи, ако резултата е равен след 90 минути.
- Седем резерви.
- Максимум три смени.